# Bras de fer
Pour les articles homonymes, voir Bras de Fer (homonymie).
Ne doit pas être confondu avec Main de fer.

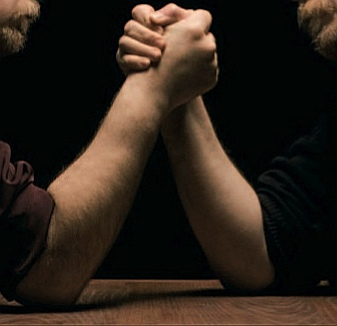
Deux hommes effectuant un bras de fer.

Le bras de fer est un sport ou un jeu de force qui oppose deux participants. Chacun place un coude sur la table et saisit la main de l'autre, l'objectif étant de faire toucher le dos de la main de l'adversaire à la table, en utilisant principalement la force du bras et du poignet.
Bien qu’étant une activité millénaire, le bras de fer en tant que sport est très récent. En effet, il a été codifié et organisé depuis les années 1970. Populaire dans les pays d’Europe de l’Est jusqu’en Asie ainsi qu’en Amérique du Nord, cette discipline est en développement en France.
Le bras de fer sportif se pratique sur une table normée afin de respecter l’anatomie du bras du sportif et pour qu’il puisse appliquer sa force de manière efficace et en toute sécurité. Les adversaires s’empoignent les mains et au « Ready, Go ! » de l’arbitre, le match commence. Le gagnant est celui qui amène la main de l'autre au contact du coussin appelé winpad ou alors si son adversaire a commis deux fautes successives dans le match.

## Facteurs de victoire
Divers facteurs peuvent jouer un rôle dans une victoire en bras de fer. La technique, la vitesse, l'explosivité et l’endurance sont les facteurs les plus déterminants. Cependant, d’autres facteurs entrent également en jeu, comme la longueur du bras (un long bras appliquera une force de levier plus importante sur la main de l’adversaire, un bras court sera plus compact et il sera plus difficile de sortir de son gainage et d’ouvrir sa main), la masse musculaire, la taille et la souplesse du poignet  peuvent ajouter des chances de victoire à un athlète.

### L'entraînement
Comme le prouve le match improvisé entre Devon Larratt et Hafþór Björnsson, la force brute ne suffit pas. Dans plusieurs vidéos Larratt précise que les trois mouvements les plus importants pour le bras de fer sont la flexion palmaire, la pronation et l'abduction du poignet. Il faut également une grande force et de très bonnes connexions neuro-musculaires sur tout le long de la chaîne musculaire utilisée pour le bras de fer. C’est-à-dire des doigts jusqu’au grand dorsal. Il existe du matériel spécifique pour travailler les différents axes de force (flexion palmaire, pronation, supination…), principalement des poignées permettant le travail suivant ces axes. Le ferriste peut composer ses entraînements avec des charges libres, des poulies, des élastiques et des sangles. Les méthodes d'entrainement diffèrent selon les objectifs recherchés... Travail isométrique pour le blocage, travail excentrique pour la force et travail explosif pour le départ. Mais comme l'a dit la légende du bras de fer John Brzenk : « best training for armwrestling is armwrestling » (« le meilleur entrainement de bras de fer est le bras de fer »).

## Techniques
Il existe trois principales techniques au bras de fer sportif.
- Le top-roll consiste à tirer la main de l'adversaire vers soi en utilisant la force du dos appelée « Back pressure » ainsi que la force de pronation pour lui ouvrir les doigts et le poignet en établissant de la hauteur.
  - top-roll main basse consiste à attaquer sur l’auriculaire et l’annulaire de l’adversaire
  - posted top-roll en plaçant son avant-bras aussi vertical que possible. Poignet aussi près que possible du dessus du coude.
  - top-roll ouvert. Top-roll de type défensif avec un angle du coude de plus de 90°.
  - coup du roi. Proche du top-roll ouvert. Corps presque sous la table. L’humérus tourne également vers l’intérieur
- Le crochet ou hook fait appel à la flexion palmaire et la force des doigts pour crocheter la main de l'adversaire puis tirer vers soi pour lui ouvrir le bras au niveau du biceps. Il faut se placer derrière l’épaule, faire un crochet avec son bras, serrer la main adverse vers soi. Le crochet peut être offensif, défensif ou haut.
- La Presse consiste à écraser tel un marteau en percutant  le poignet de l'adversaire en utilisant la force de supination du poignet et en appuyant avec le triceps et l'épaule.
  - Presse-poignet mort consiste à sacrifier son poignet pour s’engager complètement

| Nom de la technique | intérieur / extérieur | Muscles utilisés                                  | Efficace contre     | Risque de blessure                                         | Gabarit adapté à la technique | Remarques                                                      |
| ------------------- | --------------------- | ------------------------------------------------- | ------------------- | ---------------------------------------------------------- | ----------------------------- | -------------------------------------------------------------- |
| top-roll            | extérieur             | pronation du poignet                              | top-roll main basse |                                                            | bras long                     | Devon Larrat est un des spécialistes                           |
| top-roll main basse | extérieur             | dorsaux, poignet                                  | crochet             |                                                            |                               |                                                                |
| posted top-roll     | extérieur             |                                                   | top-roll main basse |                                                            |                               |                                                                |
| top-roll ouvert     | extérieur             | biceps, pronation                                 |                     |                                                            |                               |                                                                |
| coup du roi         | extérieur             |                                                   |                     | très grand risque de blessure. À éviter pour les débutants |                               |                                                                |
| crochet ou hook     | intérieur             | biceps                                            |                     |                                                            | avant-bras court              |                                                                |
| presse              | intérieur             | supination du poignet, épaules, triceps, poitrine |                     | pression sur les tendons du coude                          |                               | permet de finir un bras de fer après un top-roll ou un crochet |
| presse-poignet mort | intérieur             |                                                   |                     |                                                            |                               |                                                                |

Les techniques intérieures utilisent plus la force brute. Les techniques extérieures seront plus efficaces dans les matchs qui durent longtemps.

## Règle du bras de fer sportif

### La table
La table de bras de fer est normée par la WAF. Elle est d'une hauteur de 102 cm. Le plateau fait 96 cm par 66 cm. Sur le plateau, on trouve deux pads pour poser les coudes (L 18 cm / l 18 cm / h 5 cm), deux winpads disposés en biais (L 30 cm / l 5 cm / h 10 cm) et deux poignées (h 15 cm et diamètre 3 cm) pour agripper la table de la main qui ne combat pas. La disposition de tous les éléments a été établie de manière à réduire le risque de blessure (décalage des pads de coude et hauteur des winpads plus importante). Les pads sont amovibles de manière à configurer la table pour un combat main gauche ou main droite.

### La position de départ
Pour que le départ soit équitable et fair-play, les adversaires doivent avoir une position spécifique avant de commencer le match. Un des rôles de l'arbitre est de contrôler cette position. Les mains doivent être au centre de la table, les poignets doivent être droits, l'articulation du pouce doit être visible et les épaules doivent être parallèles à la table. Si l'arbitre juge que la position n'est pas correcte, il peut décider de placer les mains lui-même (ce qu’on appelle un « Referee grip »). En compétition, l'arbitre est secondé par un arbitre assistant situé de l'autre côté de la table pour vérifier la position des poignets.

### Le match

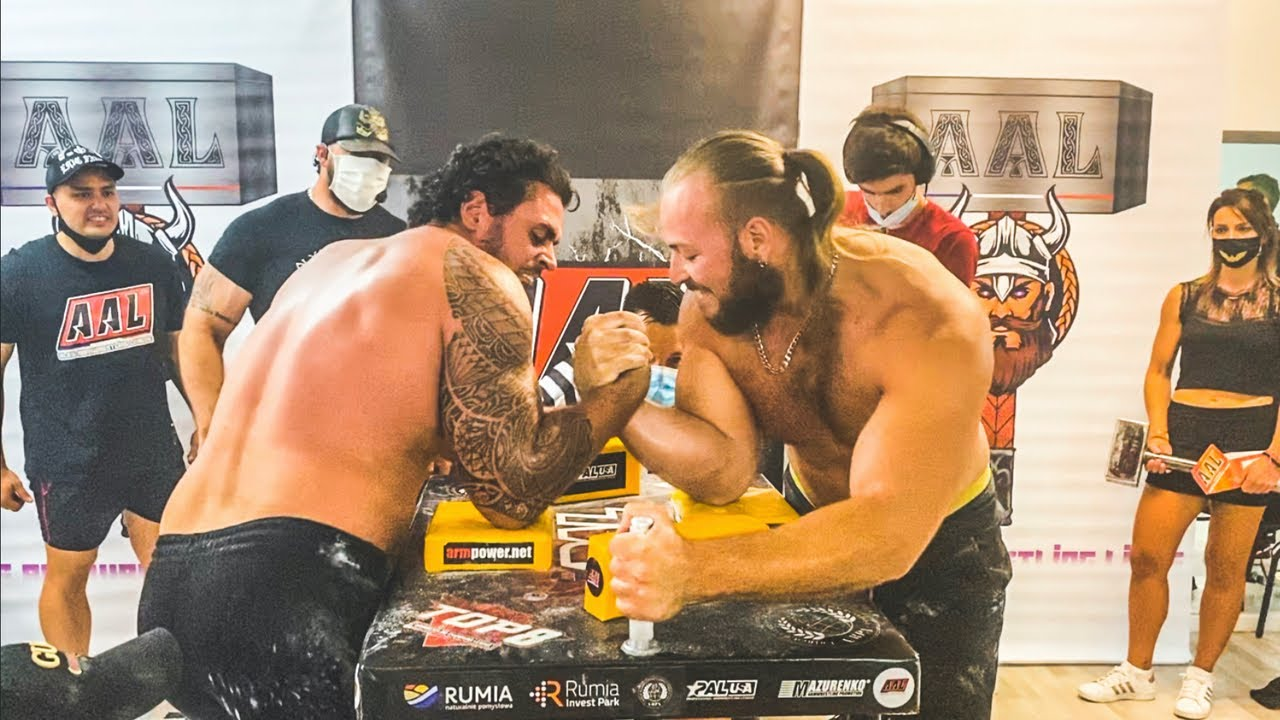
Technique du hook.

Une fois que l'arbitre a donné le départ, les concurrents ont le droit de bouger leur main et leur corps dans toutes les positions. Il est toutefois interdit de lever le coude du pad, d'en sortir ou de lâcher la poignée de maintien : cela constitue une faute (a foul). L'arbitre arrête le match et donne un nouveau départ. Si une autre faute est faite par le même compétiteur, le match est donné à son adversaire. Si les mains lâchent, le match s’arrête, l'arbitre lie les mains (strap match) des adversaires avec une sangle et donne un nouveau départ. Le but est de faire en sorte que la main de l'adversaire touche le winpad ou descende en dessous du plan que constituent les deux winpads.

## Compétitions
Cette pratique a été structurée en tant que discipline sportive dans les années 1960, aux États-Unis.
Dans les tournois de bras de fer, les combats se font debout avec les bras sur une table normée. Les tournois sont également divisés en catégories de poids ainsi qu'en catégories gauchers et droitiers. Les compétiteurs sont appelés ferristes.
Il existe deux formats de compétition : les championnats nationaux, d'Europe et du Monde sont des tournois à double élimination. Il existe aussi des super-matchs (ou vendetta) qui opposent deux adversaires sur plusieurs rounds, soit en deux manches gagnantes, trois manches gagnantes ou en six manches complètes.
La World Armwrestling Federation (WAF) est universellement reconnue comme l'organisme mondial regroupant tous les amateurs de bras de fer et comprend plus de 85 pays membres.
Le Zloty Tur World Cup est un tournoi professionnel international privé qui se déroule chaque année en Pologne depuis 2000. Il regroupe les meilleurs athlètes mondiaux.

## Compétiteurs célèbres
- Devon Larratt , (Canada) Il a gagné quatre fois le tournoi international WAL du bras gauche et deux fois du bras droit. Il a remporté de nombreuses victoires en vendetta
- .John Brzenk , (USA) il est considéré comme le plus grand compétiteur de bras de fer de tous les temps[4]. Le film "Pulling John" lui est consacré.

- Denis Cyplenkov (Russie) a remporté 7 fois le Zloty Tur. Il est détenteur du record du monde de strict curl avec une charge de 113 kg. Il a arrêté la compétition depuis début 2019 à cause de soucis de santé et l'a reprise fin 2023.
- Travis Bagent, (USA) champion du monde poids lourd à la WAF en 2003, il a également gagné plusieurs fois le Zloty Tur
- Andrey Pushkar, (Ukraine) 6 fois champion du monde poids lourd et 7 fois champion d'Europe et de nombreuses victoires au Zloty Tur, il est considéré comme le meilleur athlète des années 2010.
- Alekseï Voïevoda . (Russie) Il a remporté le Zloty Tur trois fois d'affilée au début des années 2000. En 2004 il gagne le titre mondial à la WAF avec les deux bras. On peut le voir à l’œuvre dans le film "Pulling John"
- Allen Fisher (USA) est également renommé car il a remporté 26 championnats du monde et il est l'un des plus vieux compétiteurs de bras de fer, pratiquant toujours en compétition à l'âge de 54 ans[5].
- Oleg Zhokh, (Ukraine) Il est  champion du monde WAF huit années d'affilée uniquement du bras gauche en catégorie -70, -75, -80 et -85.
- Khadzimurat Zoloev, (Russie) Il est l'athlète le plus titré à la WAF dans les années 2010 avec 9 victoires en championnat du monde et 7 victoires au championnat d'Europe uniquement du bras droit.
- Krasimir Kostadinov, (Bulgarie) il a remporté 5 fois le championnat du monde WAF du bras droit et 2 fois du bras gauche. Il a gagné 8 fois le Zloty Tur. En 2019, il se sélectionne pour la seconde édition du Top 8 en remportant le tournoi toutes catégories du Zloty Tur.
- Levan Saginashvili, (Géorgie) Il est le plus sérieux prétendant au titre numéro 1 mondial tenu par Mickael Todd, surnommé "Monster". Il a gagné 6 titres européens et 7 titres mondiaux. En 2019, il gagne le Top 8 en remportant ses 3 vendettas, il n'a perdu aucune des 18 manches du tournoi. Il est invaincu en compétition depuis 2018.
- Aymeric Pradines[6], (France) il occupe la tête du classement des 20 meilleurs ferristes français. Il a obtenu une médaille de bronze[7] de la  catégorie 95 kg bras droit du Zloty Tur 2015.
- Joszef Lovei, (France) il a participé à plusieurs vendetta Armwars [8]au début des années 2010. En 2016, il décroche une médaille de bronze du bras gauche et il est champion d'Europe bras droit[9] (devant Engin Terzi) dans la catégorie Master -80kg. La même année, en Bulgarie il devient champion du monde bras droit dans la même catégorie[10].

## En France
Depuis 2019 et son affiliation à la Fédération Française de Force (FFFORCE), le  bras de fer sportif est devenu un sport reconnu par le ministère des sports. Il y a actuellement 17 clubs repartis sur l'hexagone pour environ 320 licenciés. C'est la Commission Sportive Nationale de Bras De Fer Sportif (CSNBFS) qui gère la discipline au sein de la FFFORCE. Aymeric Pradines en est le président. La CSNBFS a publié sur le site de la FFFORCE le classement 2020 des meilleurs athlètes français.
En 2019, une équipe de 13 athlètes français est partie pour les championnats du Monde WAF en Roumanie. Quatre d'entre eux se sont classés dans le top 10 de leur catégorie.
- Allan Barberis 9e bras droit en catégorie -110 kg,
- Bastien Cervelli [13]10e bras gauche en -110 kg,
- Julien Espinos 10e bras droit en -90 kg
- Mélissa Isnard médaille de bronze en sub-junior bras droit.

## Blessures

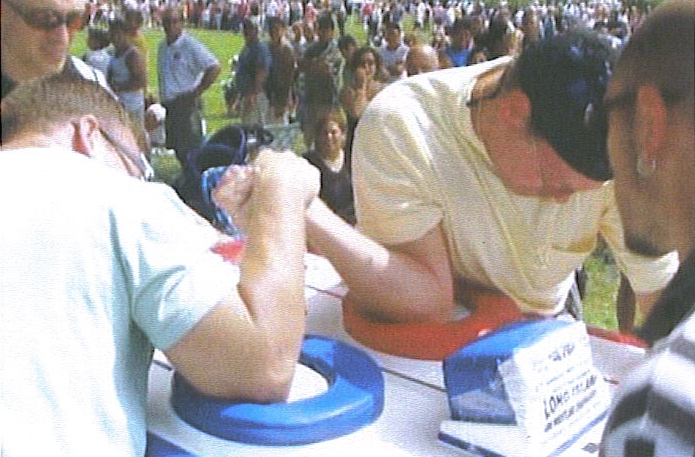
Compétition de bras de fer. Le participant à droite est dans une position à risque de fracture. Son épaule devrait être alignée avec son bras, ou derrière, mais pas en avant comme ici. C'est une raison pour que l'arbitre arrête le match.

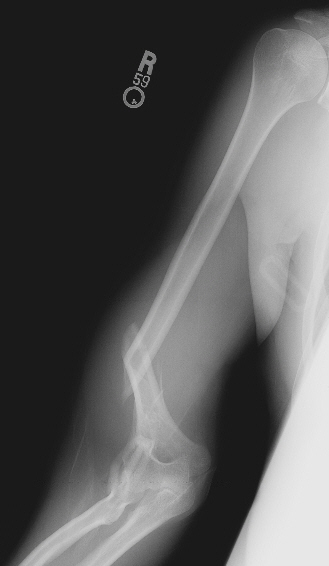
Fracture du 1/3 inférieure de l'humérus, typique du bras de fer.

Un bras de fer exerce un couple et une torsion importante sur l'os de la partie supérieure du bras, l'humérus, à un niveau rarement atteint dans d'autres activités physiques. Les os de la plupart des humains ne sont pas habitués à de telles contraintes, et des blessures peuvent survenir très facilement. Le trait de fracture passe généralement au niveau d'une ligne située à mi-chemin entre l'épaule et le coude, ou un peu en dessous.
La tendance naturelle d'un pratiquant de bras de fer inexpérimenté est de pousser la main, le poignet et l'épaule dans la même direction de façon coordonnée, contre la force appliquée par l'adversaire. Toutefois, en tournant l'épaule de cette façon, on ne fait qu'ajouter de la pression à la torsion déjà appliquée à l'humérus par l'adversaire. US Arm Sports prévient du danger de « laisser votre épaule en avant de votre main ». Il est préférable de pivoter l'épaule et le bras, afin de ne jamais laisser la main en arrière de l'épaule.

## Culture populaire
- L’expression « bras de fer chinois » est parfois utilisée pour désigner une bataille de pouces.
- En Italie, le terme employé pour ‘‘Bras de fer’’ est ‘‘Braccio di ferro’’, et le célèbre personnage de cartoon Popeye se nomme également ‘‘Braccio di Ferro’’.
- Dans l’épisode Dead Lift de la série Les Rues de San Francisco (première diffusion le 5 mai 1977), où Arnold Schwarzenegger tient un rôle important, on peut voir son ami Franco Colombu, lui-même culturiste de haut niveau, et par ailleurs à l’époque compétiteur de force athlétique et de concours de « strong men », faire un bras de fer dans un bar.
- Dans le film Les Rois du gag (1985), un des sketchs mis en scène montrent les personnages joués par Gérard Jugnot et Thierry Lhermitte s'affronter à un bras de fer particulier, où le perdant voit sa main tranchée par une des deux scies circulaires disposées à chaque bout de la table.
- Au début du film Predator (1987), les personnages incarnés par Arnold Schwarzenegger et Carl Weathers improvisent un bras de fer après une poignée de main musclée[15].
- Le film Over the Top : Le Bras de fer (1987) met en scène un champion de bras de fer, incarné par Sylvester Stallone.
- Le film Les Valeurs de la famille Addams (1997) s’ouvre sur un bras de fer entre Gomez et la Chose.
- Dans l’épisode des Simpson intitulé Le Fils à maman (2005), Homer entre dans un tournoi de bras de fer.
- Le documentaire Pulling John (2009), se focalise sur la bataille pour la prééminence entre les poids lourds John Brzenk, Travis Bagent et Alekseï Voïevoda.
- Dans le tome 15 de Great Teacher Onizuka, Eikichi Onizuka participe à un championnat de bras de fer, à 100 contre 17.
- Dans la série Les zinzins de l’espace, dans’’ l’épisode Maman !, Gorgious fait un bras de fer avec la mère de Candy.
- Dans la série Regular show (saison 2, épisode 21), Rigby affronte Skips au bras de fer.
- La chaîne YouTube dédiée au bras de fer la plus populaire est Armwrestling TV animée par Alex Toproll et Aleksandr Beziazykov alias “Schoolboy”. Elle totalise plus de 1 000 000 d’abonnés.
- Le film documentaire Iron Side (2017) est réalisé par Victor Alexis Ferrand. Il suit Aymeric Pradines et Joszef Lovei avant la vendetta qui les a opposés le 25 août 2017 au théâtre de verdure de Nice à l’occasion du Gala de boxe Spartacus 2. Ce film est visible en intégralité sur Youtube.